# Liste des interstates au Wyoming
Les Interstates au Wyoming font partie du réseau des autoroutes inter-états et sont entretenues par le Wyoming Department of Transportation (WYDOT). L'état compte trois autoroutes principales et une autoroute auxiliaire.

## Liste des autoroutes principales
| Numéro | Longueur (mi) | Longueur (km) | Terminus sud / ouest                                     | Terminus nord / est                                         | Créée | Notes                                                        |
| ------ | ------------- | ------------- | -------------------------------------------------------- | ----------------------------------------------------------- | ----- | ------------------------------------------------------------ |
| I-25   | 300,53        | 483,66        | I-25 / US 87 à la frontière du Colorado près de Cheyenne | I-90 / US 87 à Buffalo                                      | 1956  | Forme un multiplex presque complet avec la US 87 dans l'état |
| I-80   | 402,78        | 648,21        | I-80 / US 189 à la frontière de l'Utah près d'Evanston   | I-80 / US 30 à la frontière du Nebraska à Pine Bluffs       | 1956  |                                                              |
| I-90   | 208,80        | 336,03        | I-90 / US 87 à la frontière du Montana près de Parkman   | I-90 / US 14 à la frontière du Dakota du Sud près de Beulah | 1956  |                                                              |
|        |               |               |                                                          |                                                             |       |                                                              |

## Liste des autoroutes auxiliaires
| Numéro | Longueur (mi) | Longueur (km) | Terminus sud / ouest    | Terminus nord / est                   | Créée | Notes                                                   |
| ------ | ------------- | ------------- | ----------------------- | ------------------------------------- | ----- | ------------------------------------------------------- |
| I-180  | 1,09          | 1,75          | I-80 / US 85 à Cheyenne | I-80 Bus. / US 30 / US 85 in Cheyenne | 1984  | Autoroute ne rencontrant pas les standards autoroutiers |
|        |               |               |                         |                                       |       |                                                         |